# Scheidbogen

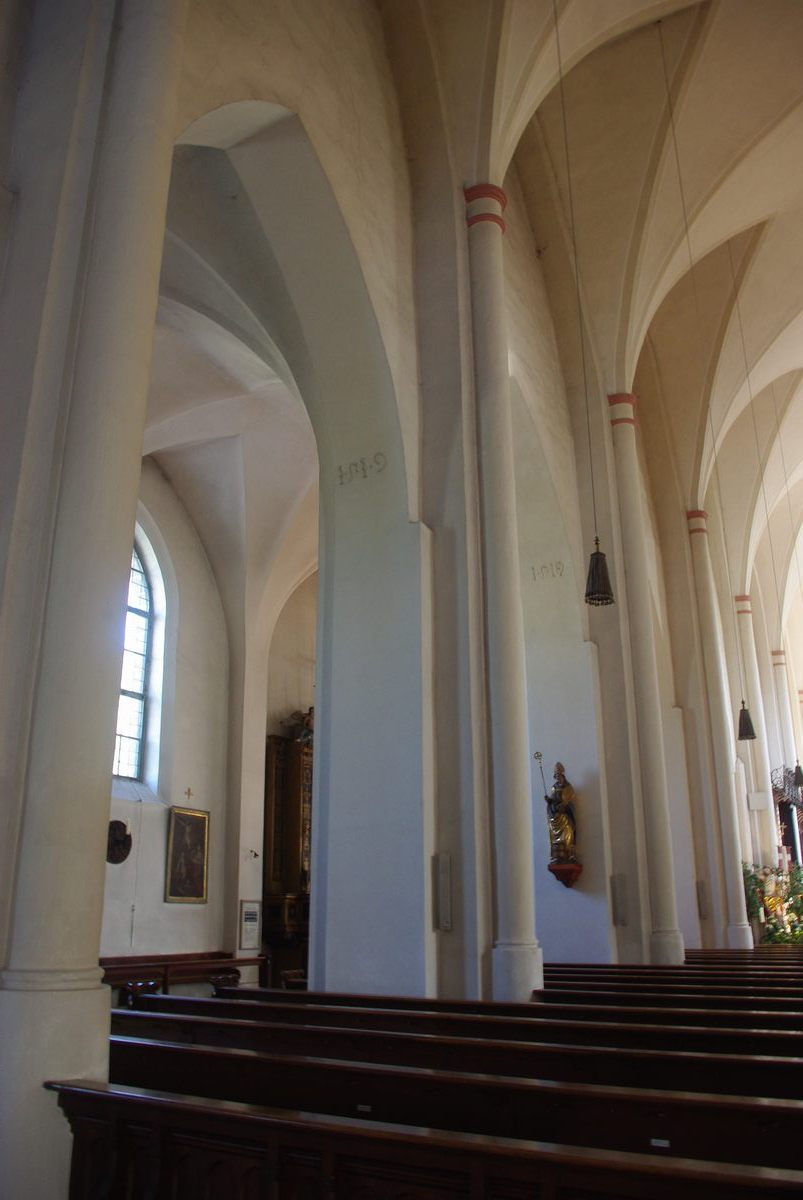
Scheidbögen in der Kirche St. Zeno nach der Gotisierung 1518–1520

Der Scheidbogen (auch Scheidebogen) ist ein Bogen, der als Arkade das Mittelschiff einer Kirche vom Seitenschiff scheidet, oder ein Bogen zwischen zwei benachbarten Seitenschiffen. Er findet sich vor allem in Hallenkirchen. Ein Scheidbogen kann durch eine Scheidbogenrippe konstruktiv ersetzt oder dekorativ betont werden. In diesem Fall spricht man – statt von einem Scheidbogen – auch von einer Scheidrippe.

## Scheidbögen als Elemente von Gewölben und der Wandgliederung
Scheidbögen begrenzen ein Joch in der Längsrichtung. Ein Paar Gurtbögen, die das Joch in der Querrichtung abschließen, und ein Paar Scheidbögen ergeben ein Kreuzgewölbe. Mit den Gurtbögen sowie den Pfeilern bzw. Säulen an den vier Ecken bilden die Scheidbögen ein Gewölbefeld als das Grundelement eines Gewölbes.
Eine von Scheidbögen getragene Mauer heißt Scheidmauer.